# Ԑ́
Ne doit pas être confondu avec la lettre grecque epsilon tonos ‹ Έ έ › ou la lettre latine epsilon accent aigu ‹ Ɛ́ ɛ́ ›.
Cette page contient des caractères spéciaux ou non latins. S’ils s’affichent mal (▯, ?, etc.), consultez la page d’aide Unicode.
L’epsilon accent aigu ou zé réfléchi accent aigu (capitale Ԑ́, minuscule ԑ́) est une lettre de l'alphabet cyrillique qui a été utilisée en énètse de la forêt. Il est composé d’un epsilon ‹ Ԑ › diacrité d’un accent aigu.

## Utilisations
Certains auteurs utilisent l’epsilon accent aigu dans l’écriture de l’énètse de la forêt, par Z. N. Bolina dans son dictionnaire de 2012 avec ‹ ки́зы сԑ́уо ›, « couvercle ».

## Représentation informatique
L’epsilon accent aigu peut être représenté avec les caractères Unicode suivants :
- décomposé (cyrillique, diacritiques) :

| formes    | représentations | chaînes de caractères | points de code | descriptions                                                    |
| --------- | --------------- | --------------------- | -------------- | --------------------------------------------------------------- |
| capitale  | Ԑ́               | Ԑ◌́                    | U+0510 U+0301  | lettre majuscule cyrillique zé réfléchi diacritique accent aigu |
| minuscule | ԑ́               | ԑ◌́                    | U+0511 U+0301  | lettre minuscule cyrillique zé réfléchi diacritique accent aigu |